# Eta Carinae
Eta Carinae (η Carinae / η Car) är en mycket stor och ljusstark stjärna i stjärnbilden Kölen. Uppskattningar på massan ligger runt 100–150 solmassor, och dess luminositet är ungefär fem miljoner gånger solens. Så stora stjärnor är utomordentligt sällsynta och det är sannolikt att Eta Carinae ligger nära den teoretiska övre gränsen för stjärnmassor. Den uppskattas ligga 7 500 ljusår från solsystemet.
Stjärnan omgärdas av en stor, ljusstark nebulosa, känd som Eta Carinae-nebulosan eller NGC 3372. Den är den femte mest luminösa kända stjärnan och tros tillsammans med Pistolstjärnan vara den mest massiva.

## Ljusvariationer
En märklig aspekt hos Eta Carinae är dess växlande ljusstyrka. Den är klassificerad som en luminös blå variabel stjärna (LBV).
När Eta Carinae först katalogiserades 1677 av Edmund Halley hade den magnitud 4, men 1730 märkte observatörer att den hade tilltagit i ljusstyrka, och ett tag var den ljusstarkaste stjärnan i Kölen. Sedan avtog den i ljusstyrka, men 1820 började den lysa starkare igen. April 1843 nådde den apparent magnitud -0,8, vilket gjorde den till den näst starkaste stjärnan på natthimlen (efter Sirius) trots det enorma avståndet. Sedan mörknade Eta Carinae igen och mellan 1900 och 1940 gick den inte att se med blotta ögat. Plötsligt dubblerades ljusstyrkan 1998, och 2006 hade den magnitud +4,7.
Eta Carinae har ibland stora utbrott, det senaste runt maximat 1841. Orsaken till utbrotten är okänd, men den troligaste orsaken är uppbyggnaden av strålningstryck p.g.a. den enorma luminositeten.

## Framtidsutsikter
Extremt stora stjärnor som Eta Carinae förbrukar sitt kärnbränsle mycket fort, eftersom de är oproportionerligt luminösa. Eta Carinae förväntas bli en supernova eller hypernova när den når omkring 1 miljon års ålder, men eftersom dess nuvarande ålder är okänd kan den "explodera när som helst". Solen har i jämförelse en förväntad livstid på 10–12 miljarder år, av vilka bara knappt hälften förbrukats. Det finns andra stjärnor synliga från jorden som anses stå nära ett supernovautbrott, exempelvis Antares.
Den möjliga hypernovan från Eta Carinae skulle kunna påverka den 7 500 ljusår avlägsna jorden, men skulle antagligen inte påverka människor direkt eftersom de skyddas från gammastrålning av atmosfären.